# Olios ferrugineus
Olios ferrugineus är en spindelart som först beskrevs av Carl Ludwig Koch 1836.  Olios ferrugineus ingår i släktet Olios och familjen jättekrabbspindlar. Inga underarter finns listade i Catalogue of Life.